# Muhammad ibn al-Zayyat
Muhammad ibn al-Zayyat, Muḥammad ibn ʿAbd al-Malik, más conocido como Ibn al-Zayyāt (árabe: ابن Zayyāt), fue un rico comerciante que se convirtió en funcionario de la corte y sirvió como visir de los califas abbasíes Al-Mutásim, Al-Wáthiq y Al-Mutawákkil, desde el año 836 hasta su caída y muerte por tortura en el 847.

## Biografía
Muhammad ibn al-Zayyat pertenecía a una rica familia de comerciantes, probablemente persa. Su padre, Abd al-Malik, había hecho una fortuna como comerciante de petróleo —de ahí su sobrenombre al-Zayyāt— en Bagdad en la época de Al-Mamún (r. 813-833), y se involucró en los lucrativos contratos gubernamentales de tiendas de campaña, sombrillas ceremoniales (al-mushammas) y equipo de equitación. Mahoma sucedió a su padre en estas actividades. A finales del reinado de Al-Mamún, Ibn al-Zayyat se convirtió en secretario de la cancillería califal.

### Carrera bajo Al-Mutásim y Al-Wáthiq
Según Al-Tabari, el primer visir de Al-Mutásim, Al-Fadl ibn Marwan, reprendió a Ibn al-Zayyat por atreverse a comparecer ante la corte con atuendo ceremonial, con las túnicas negras de los abasíes (durrāʿah) y la espada ceñida, aunque «solo era un comerciante». Al-Fadl también intentó que Dulayl ibn Ya'qub al-Nasrani examinara las actividades financieras de Ibn al-Zayyat en busca de irregularidades, pero Dulayl fue indulgente y no confiscó nada a Ibn al-Zayyat. Sin embargo, en el 836, Al-Mutásim destituyó a Al-Fadl y nombró en su lugar a Ibn al-Zayyat. Continuaría manteniendo el vicerreinato durante el resto del reinado de Al-Mutásim, así como el reinado de Al-Wáthiq (r. 842-847), y en el reinado de Al-Mutawákkil (r. 847-861), que lo hizo ejecutar.
Como visir, Ibn al-Zayyat se convirtió en uno de los principales hombres del Estado, y el principal ministro civil junto con el jefe cadí, Ahmad ibn Abi Duwad, con quien mantuvo una feroz rivalidad personal. Fue responsable de gran parte de las obras de construcción de la nueva capital de Al-Mutásim, Samarra. En el año 840 fue el principal fiscal en la farsa judicial contra Al-Afshin, príncipe de Ushrusana y hasta entonces uno de los principales comandantes militares del régimen; Al-Afshin fue acusado, entre otras cosas, de ser un falso musulmán y de que sus súbditos le concedieron un estatus divino en su Ushrusana natal. A pesar de haber presentado una defensa capaz y elocuente, Al-Afshin fue declarado culpable y enviado a prisión. Murió poco después, ya sea por inanición o por veneno; su cuerpo fue públicamente suspendido frente a las puertas del palacio, quemado y arrojado al Tigris.
Cuando Al-Mutásim murió en enero de 842, el trono pasó a su hijo, Al-Wáthiq. Sin embargo, el poder real residía en el círculo de oficiales de Al-Mutásim, Ibn al-Zayyat, Ibn Abi Duwad, y los generales turcos Ashinas, Itakh y Wasif al-Turki. Según algunas fuentes, en el año 843/844 fue responsable de las fuertes multas impuestas por el califa a varios de los secretarios del gobierno central, en un esfuerzo por recaudar dinero para pagar a las tropas turcas y, al mismo tiempo, reducir el poder de los principales comandantes turcos, como Itakh y Ashinas, ya que la mayoría de los secretarios detenidos y obligados a pagar estaban a su servicio. En el proceso, Ibn al-Zayyat se hizo famoso por la severidad y la crueldad con que trataba a los prisioneros, torturándolos con un artefacto de su propia invención, el tannur ("horno"), una especie de doncella de hierro.  En el año 845 recibió una embajada bizantina, con la que negoció un intercambio de prisioneros, que tuvo lugar en septiembre del mismo año bajo los auspicios de Khaqan al-Khadim.
Ibn al-Zayyat fue también un ardiente mecenas del aprendizaje y la ciencia, y promovió el movimiento de traducción de los autores griegos que se estaba desarrollando en ese momento; así pues, encargó a Hunayn ibn Ishaq la traducción de las obras de Galeno. Al igual que Al-Mamún, se rumoreaba que era un zindīq, que normalmente significaba «librepensador», pero también fue utilizado como abreviatura por los escritores suníes ortodoxos para denunciar a los que tenían creencias heterodoxas (pro-chiíes). Durante su ascenso, fue también el principal mecenas del teólogo Al-Jahiz.

### Adhesión de Al-Mutawákkil, caída y muerte
Cuando Al-Wáthiq murió inesperadamente en agosto de 847, Ibn al-Zayyat, Ibn Abi Duwad, Wasif, Itakh, y algunos otros funcionarios destacados se reunieron para determinar su sucesor. Ibn al-Zayyat propuso inicialmente al hijo de Al-Wáthiq, Muhammad (el futuro Al-Muhtadi), pero debido a su juventud fue pasado por alto, y en su lugar el consejo eligió a otro de los hijos de Al-Mutásim, el Jafar de 26 años, que se convirtió en el califa Al-Mutawákkil.
Sin que Ibn al-Zayyat y los demás lo supieran, el nuevo califa estaba decidido a destruir el círculo de funcionarios de su padre que controlaban el Estado, y además guardaba un profundo rencor contra el visir por la forma en que había sido maltratado por él en el pasado. Según Al-Tabari, cuando Al-Wáthiq se había enfadado y sospechaba de su hermano, Al-Mutawákkil había visitado al visir con la esperanza de persuadirlo de que intercediera ante el califa. Ibn al-Zayyat no solamente había hecho esperar al príncipe abasí hasta que terminara de revisar su correspondencia, sino que incluso se había burlado de él, en presencia de otros, por acudir a él en busca de ayuda. Además, cuando el abatido príncipe se fue, Ibn al-Zayyat escribió al califa para quejarse de su aspecto, señalando que estaba vestido de forma afeminada, y que su pelo era demasiado largo. Como resultado, Al-Wáthiq hizo que su hermano fuera convocado a la corte. Al-Mutawákkil vino con un nuevo vestido de la corte, esperando apaciguar al califa, pero en su lugar Al-Wáthiq ordenó que le raparan el pelo y que le golpearan la cara con él. Más tarde, Al-Mutawákkil confesó que nunca había estado tan angustiado por nada en su vida como por esta humillación pública.
Así, el 22 de septiembre de 847, envió a Itakh a convocar a Ibn al-Zayyat como para una audiencia. En su lugar, el visir fue llevado a la residencia de Itakh, donde se le quitó su atuendo ceremonial —espada, cinturón y gorra— y fue puesto bajo arresto. Sus sirvientes fueron enviados a casa con el pretexto de que el visir se quedaría a beber vino con Itakh, pero pronto Itakh envió a sus propios sirvientes a la residencia del visir para confiscar sus posesiones; según se informa, su hombres quedaron impresionados por lo pobres que eran sus muebles y su alojamiento. Ibn al-Zayyat nombró a al-Abbas ibn Ahmad ibn Rashid, secretario de Ujayf ibn Anbasa, como su agente para supervisar la venta de sus propiedades. Al cabo de unos días, lo pusieron en grilletes y lo torturaron impidiéndole dormir, mientras que otra historia —recontada con frecuencia por autores posteriores como un cuento de moralidad— afirmaba que lo habían colocado dentro del tannur, el mismo dispositivo que él había ideado. Murió a los pocos días y fue enterrado sin ceremonias, con sus propios hijos denunciándolo como un criminal para salvarse. El propio Itakh fue arrestado y ejecutado en el 849, mientras que Ibn Abi Duwad duró hasta el año 851, cuando él y su hijo fueron despedidos y sus propiedades confiscadas. Estos acontecimientos marcaron el fin de la «vieja guardia» de Al-Mutásim, y la plena asunción del poder por parte de Al-Mutawákkil, que reorientó la política abasí hacia una posición del sunismo tradicionalista y ortodoxa.
El historiador del vizerato abasí, Dominique Sourdel, resumió el trabajo de Ibn al-Zayyat como el de que «había tratado en vano de contener la influencia de los dirigentes turcos y había dejado tras de sí una reputación de dureza y crueldad».